# Arkaditilla leleji
Arkaditilla leleji (лат.) — вид ос-немок рода Arkaditilla из трибы Trogaspidiini (Mutillidae). Индонезия (восток Калимантана, Kalimantan Timur: Bukit Soeharto). Видовое и родовое название дано в честь доктора биологических наук А. С. Лелея за его крупный вклад в исследование перепончатокрылых насекомых.

## Описание
Длина тела самцов 15,9 мм (переднее крыло 13 мм). Лоб, вертекс, щека, наличник, жвалы (в основном), педицель, жгутик (в основном), прементум, стипес, мезосома, мезо- и метакоксы, тергиты T3—T7, медиальный киль стернита S1, стерниты S4—S8 чёрные; жвалы медиально на 1/3 коричневые; верхняя губа, передняя шпора жёлтые; скапус, членики жгутика F7—F11 снизу, вертлуги тёмно-коричневые; апикальная половина F1 и вентральная половина члеников F2 — F6 беловато-жёлтые; тегула, прококсы, бёдра, голени, лапки, боковая часть S3 буровато-чёрные; мезо- и метатибиальные шпоры бледно-жёлтые; тергиты T1—T2, стерниты S1 (кроме медиального киля) и S2—S3 преимущественно оранжевые; крылья коричневые, с тёмно-коричневыми жилками. Этот новый вид уникален среди представителей рода Arkaditilla тем, что вентральный край нижней челюсти слегка иссечен с небольшим базальным зубцом, членик жгутика F1 слабо вдавлен, третий тергит Т3 чёрный, а вальва пениса сильно расширена вентрально в задней половине. Самки и биология неизвестны.

## Таксономия и этимология
Вид был впервые описан в 2021 году японским энтомологом Juriya Okayasu (Ehime University, Matsuyama; Hokkaido University, Sapporo, Япония). Видовое и родовое название Arkaditilla leleji дано в честь доктора биологических наук, профессора и заслуженного деятеля науки РФ А. С. Лелея за его крупный вклад в исследование перепончатокрылых насекомых.